# Batauto
Batauto är en ort i Mexiko.   Den ligger i kommunen Navolato och delstaten Sinaloa, i den västra delen av landet, 1 000 km nordväst om huvudstaden Mexico City. Batauto ligger 5 meter över havet och antalet invånare är 245.
Terrängen runt Batauto är mycket platt. Runt Batauto är det ganska tätbefolkat, med 155 invånare per kvadratkilometer. Närmaste större samhälle är Licenciado Benito Juárez, 10,3 km norr om Batauto. Trakten runt Batauto består till största delen av jordbruksmark.